# Josiah Wells
Josiah Wells –conocido como Jossi Wells– (Dunedin, 18 de mayo de 1990) es un deportista neozelandés que compitió en esquí acrobático. Su hermano Jackson compitió en el mismo deporte.
Consiguió cinco medallas en los X Games de Invierno. Participó en los Juegos Olímpicos de Sochi 2014, ocupando el cuarto lugar en el halfpipe.

## Medallero internacional
| \| X Games de Invierno \| X Games de Invierno \| X Games de Invierno \| X Games de Invierno \| \| Año \| Lugar \| Medalla \| Prueba \| \| ------------------- \| ---------------------- \| ------------------- \| ------------------- \| \| 2008 \| Aspen (Estados Unidos) \| Medalla de plata \| Slopestyle \| \| 2010 \| Aspen (Estados Unidos) \| Medalla de plata \| Superpipe \| \| 2012 \| Aspen (Estados Unidos) \| Medalla de bronce \| Big Air \| \| 2013 \| Tignes (Francia) \| Medalla de plata \| Slopestyle \| \| 2016 \| Aspen (Estados Unidos) \| Medalla de oro \| Slopestyle \| |                        |                   |            |
| X Games de Invierno |                        |                   |            |
| Año | Lugar                  | Medalla           | Prueba     |
| 2008 | Aspen (Estados Unidos) | Medalla de plata  | Slopestyle |
| 2010 | Aspen (Estados Unidos) | Medalla de plata  | Superpipe  |
| 2012 | Aspen (Estados Unidos) | Medalla de bronce | Big Air    |
| 2013 | Tignes (Francia)       | Medalla de plata  | Slopestyle |
| 2016 | Aspen (Estados Unidos) | Medalla de oro    | Slopestyle |